# 争取社会发展全国运动
争取社会发展全国运动－纳萨拉（法語：Mouvement National pour la Société du Développement-Nassara）是尼日尔第一大政党。1974－1990年間由軍政府主席阿里·賽義布成立于1989年，在1990年尼日尔实行多党制之前，为尼日尔唯一的合法政党。该党代表中上阶层和农村传统酋长势力，社会基础广泛，在底层群众中有较强的影响力。曾多次赢得总统选举和议会选举成为尼日尔的执政党。现任主席為曾擔任總理的赛义尼·奥马鲁。